# Tantilla bocourti
Espèce
Synonymes
- Homalocranium bocourti Günther, 1895

Statut de conservation UICN

 LC  : Préoccupation mineure
Tantilla bocourti  est une espèce de serpents de la famille des Colubridae.

## Répartition
Cette espèce est endémique du Mexique. Elle se rencontre dans le nord-est du Sinaloa, dans le sud du Durango, dans le Nayarit, dans le Sud du Zacatecas, dans l'Aguascalientes, dans le nord du Jalisco, dans le Guanajuato, dans le Michoacán, dans le Guerrero et dans le Querétaro.

## Description
L'holotype de Tantilla bocourti mesure 24 cm dont 4 cm pour la queue. Cette espèce a la face dorsale rougeâtre et présente un fin collier blanc. Sa face ventrale est blanchâtre.

## Étymologie
Cette espèce est nommée en l'honneur du naturaliste Marie-Firmin Bocourt (1819-1904).

## Publication originale
- Günther, 1895 : Reptilia and Batrachia, Biologia Centrali-Américana, Taylor, & Francis, London, p. 1-326 (texte intégral).